# Dominar Rygel XVI
Dominar Rygel le XVIe (ou simplement Rygel ) est un personnage fictif et l'une de deux marionnettes régulières de la série télévisée Farscape.

## Marionnette
- Rygel est actionné par John Eccleston, Sean Masterson, Tim Mieville, Matt McCoy, Mario Halouvas et Fiona Gentle.
- Sa voix anglaise est Jonathan Hardy.
- Il a été confectionné par le « Jim Henson's Creature Shop » (Jim Henson étant l'un des créateurs du Muppet Show.)

## Courte histoire

### Qui est-il?
Rygel était le souverain de l'Empire Hynérien : un empire comprenant plus de 600 milliards de sujets fidèles jusqu'à ce qu'il ait été renversé par son cousin Bishan.

### Apparition
Nous rencontrons Rygel dès le premier épisode de la série, à bord du vaisseau vivant Moya. Il y avait été retenu durant près de 130 cycles (mesure du temps propre à la série 1 cycle = 1 année). Et c'est l'évasion initiale de Rygel qui permettra à l'équipage de prisonniers de prendre les commandes de Moya.

### Caractère
Rygel est extrêmement égocentrique, et pratiquement toutes ses actions sont intéressées (bien qu'il montre parfois quelques signes d'émotion envers ses compagnons).
Son habileté et ses négociations (aussi bien que sa petite taille) sont venues à l'aide de l'équipage de Moya en de multiples occasions bien qu'il tente souvent de s'enfuir ou les doubler en cas de problème.

### Divers
- Crichton, le héros principal de la série, appelle souvent Rygel : « Gros tas ».
- Rygel possède trois estomacs et un appétit inversement proportionnel à sa petite taille.
- Angoissé, ce dernier « pète » de l'hélium. (ce qui rend parfois certaines situations cocasses.)
- Il se déplace sur un petit trône volant.